# Berryessa Snow Mountain National Monument

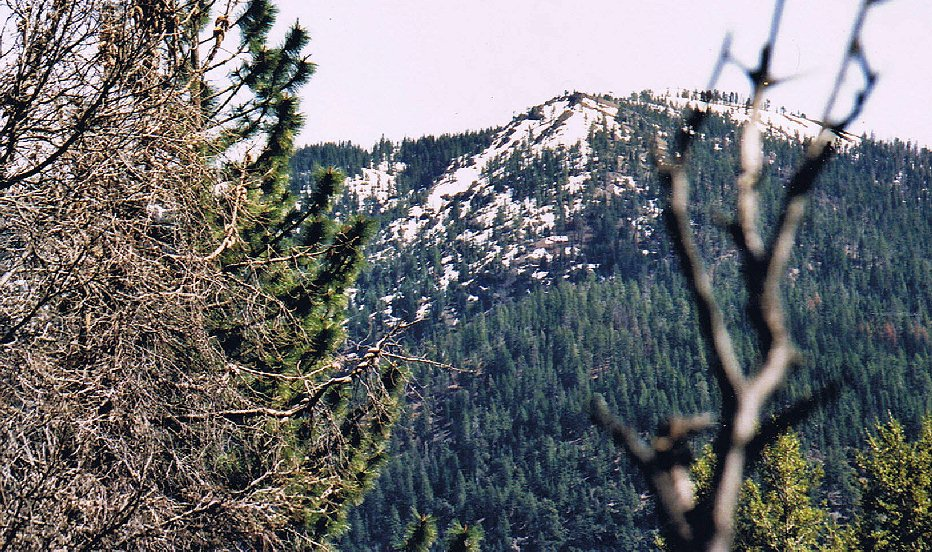
Snow Mountain Wilderness, een van drie wildernisgebieden binnen de grenzen van het nationaal monument

Berryessa Snow Mountain National Monument is een nationaal monument in het noordwesten van de Amerikaanse staat Californië. Het natuurgebied omvat de Californische Coast Ranges in de county's Napa, Yolo, Solano, Lake, Colusa, Glenn en Mendocino County, ten noorden van de dichtbevolkte San Francisco Bay Area. Het natuurgebied is 133.860 hectare groot en omvat drie wildernisgebieden: Snow Mountain Wilderness, Cache Creek Wilderness en Cedar Roughs Wilderness.
Het natuurgebied werd in 2015 opgericht na een lokale campagne gesteund door verschillende lokale overheden, politici, media, zakenlui en grootgrondbezitters, maar ook de Californische legislatuur, een indianengroepering en verschillende milieu- en recreatieorganisaties. Op 10 juli 2015 ondertekende president Barack Obama een proclamatie ter oprichting van het Berryessa Snow Mountain National Monument, tegelijkertijd met het Basin and Range National Monument in Nevada en het Waco Mammoth National Monument in Texas. Terwijl alleen het Congres nationale parken kan oprichten, heeft de president dankzij de Antiquities Act van 1906 de mogelijkheid om zelf nationale monumenten op te richten.
Bijzonder aan de oprichting van het Berryessa Snow Mountain National Monument is dat het, net als het San Gabriel Mountains National Monument (opgericht in 2014), een omvangrijk en divers natuurgebied betreft dat dicht bij een drukke metropool ligt. Lake Berryessa is uiteindelijk niet in het natuurgebied opgenomen, omdat men ervoor vreesde dat de overheid gemotoriseerde boten zou verbieden op het toeristische meer.
Het natuurgebied wordt beheerd door de United States Forest Service en het Bureau of Land Management.